# 伦特弗尔登
伦特弗尔登是德国石勒苏益格－荷尔斯泰因州的一个市镇。总面积20.07平方公里，总人口2372人，其中男性1194人，女性1178人（2011年12月31日），人口密度118人/平方公里。